# Tandel
Pour l’article homonyme, voir Émile Tandel.
Tandel est une localité luxembourgeoise et une commune portant le même nom située dans le canton de Vianden.

## Géographie

### Sections de la commune
- Bastendorf (siège)
- Bettel
- Brandenbourg
- Fouhren
- Hoscheidterhof
- Këppenhaff
- Landscheid
- Longsdorf
- Tandel
- Walsdorf

### Communes limitrophes
Bettendorf, Vianden, Puetscheid, Gilsdorf, Diekirch.

## Histoire
La commune de Tandel fut formée le 1er janvier 2006 par la fusion des communes de Bastendorf (canton de Diekirch) et Fouhren (canton de Vianden). La loi de création fut passée le 21 décembre 2004.

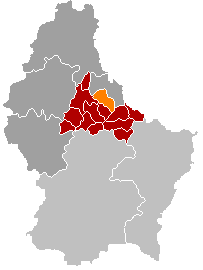
Bastendorf.
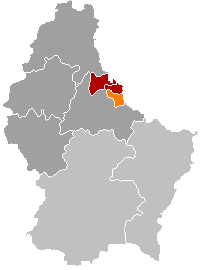
Fouhren.
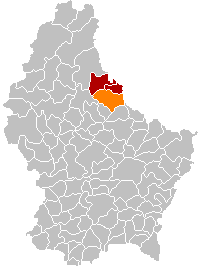
Tandel.

## Politique et administration

### Liste des bourgmestres
| Identité              | Période          | Période | Durée | Étiquette |
| Identité              | Début            | Fin     | Durée | Étiquette |
| --------------------- | ---------------- | ------- | ----- | --------- |
| Ali Kaes (né en 1955) | 1er janvier 2006 |         |       | CSV       |

## Population et société

### Démographie
L'évolution du nombre d'habitants est connue à travers les recensements de la population effectués dans le pays depuis 1821. Les recensements décennaux de la population permettent de caler les chiffres sur la composition de la population par sexe, âge, nationalité et commune de résidence. Entre deux recensements, la population au 1er janvier de l’année {\displaystyle x} est évaluée en ajoutant à la population au 1er janvier de l’année {\displaystyle x-1} les soldes naturel (naissances {\displaystyle -} décès) et migratoire (arrivées {\displaystyle -} départs) de l'année. La même méthode est appliquée pour la répartition par âge au 1er janvier et les effectifs totaux par nationalité. Depuis le 1er septembre 2023, le Luxembourg dénombre 100 communes.
Au 1er janvier 2024, la commune comptait 2 292 habitants.
| 2006  | 2007  | 2008  | 2009  | 2010  | 2011  | 2012  | 2013  | 2014  |
| ----- | ----- | ----- | ----- | ----- | ----- | ----- | ----- | ----- |
| 1 595 | 1 643 | 1 684 | 1 693 | 1 725 | 1 702 | 1 737 | 1 772 | 1 819 |

| 2015  | 2016  | 2017  | 2018  | 2019  | 2020  | 2021  | 2022  | 2023  |
| ----- | ----- | ----- | ----- | ----- | ----- | ----- | ----- | ----- |
| 1 889 | 1 943 | 2 031 | 2 048 | 2 083 | 2 222 | 2 214 | 2 194 | 2 238 |

| 2024  | - | - | - | - | - | - | - | - |
| ----- | - | - | - | - | - | - | - | - |
| 2 292 | - | - | - | - | - | - | - | - |

Pour des raisons techniques, il est temporairement impossible d'afficher le graphique qui aurait dû être présenté ici.

## Héraldique, logotype et devise
| Blason de Tandel | Blason  | De gueules à l'écusson d'argent chargé d'une tour ouverte de gueules et accompagnée de trois merlettes d'argent, deux en chef et une en pointe |
| Blason de Tandel | Détails | Armoiries de la commune luxembourgeoise de Tandel. Ces armoiries reprennent des éléments des anciennes communes fusionnées : chargé d'une tour ouverte de gueules pour Bastendorf et d'argent accompagné en chef de deux merlettes affrontées du même pour Fouhren. |